# Лаврентий из Бржезовой
Лаврентий из Бржезовой или Вавржинец из Бржезовы (чеш. Vavřinec z Březové, род. ок. 1370 года в Бржезовой недалеко от Куттенберга, † ок. 1437 года в Праге) — чешский писатель и хронист эпохи Гуситских войн. Один из первых старочешских поэтов, автор «Гуситской хроники».

## Жизнь
Лаврентий из Бржезовой родился в Чехии около 1370 года в деревне Бржезовой возле Куттенберга. Его родители владели небольшим рыцарским имением. Лаврентий учился в Пражском университете и там стал низшим духовным лицом — иподиаконом. По окончании курса поступил на службу при дворе короля Вацлава IV.
По ходатайству королевы Софьи в 1391 году папа римский разрешил Лаврентию, несмотря на его молодость, получить церковный бенефиций, то есть церковную должность, с которой шли доходы. Вероятно, этому способствовал и родственник Лаврентия, мелкий шляхтич Ира из Росток, бывший тогда фаворитом Вацлава IV. Лаврентий получил бенефиций в Лоунах, а позже приход в Бехарах, в районе Ичина.
Хотя он и получал доходы с приходов, священником не стал. В его приходах служили наемные священники, т. н. стршидники. Сам же Лаврентий продолжал заниматься науками: в 1393 получил звание магистра на факультете свободных искусств и записался на юридический факультет.
С 1419 года, с приходом гуситов, работал в городской канцелярии Нового Города Пражского, следил за магистратской перепиской, делал литературную редакцию договоров, дипломатических документов и решений гуситских сеймов. Оставался писарем городского совета Нового Города Пражского до 1434 года (битвы при Липанах), а, может, и до своей смерти. На этой должности немало обогатился. Ему принадлежали дом в Старом Пражском Граде, а позже в Новом Городе Пражском, а также двор и зависимые деревни под Прагой.
Год смерти Лаврентия точно не известен; ясно только, что он приходится на период после 1437 года.

## Политические взгляды
Во время службы при дворе Вацлава IV, Лаврентий, как и король, проникся симпатией к учению и проповедям Яна Гуса. Он относился к группе зажиточного новоместского бюргерства и был умеренным утраквистом. Это проявилось на деле, например, в 1427, во время пражского шляхетского католического восстания во главе с Сигизмундом Корибутовичем. Однако, после битвы у Липан, в которой гуситы потерпели поражение, Лаврентий отошел от своих позиций, в 1436 просил прощения у короля, был помилован и присягнул.

## «Гуситская хроника»
«Гуситская хроника», точнее «Деяния и бедствия различные в королевстве Чешском» (лат. De gestis et variis accidentibus regni Bohemiae) — основное произведение Лаврентия. Они являются главным письменным источником по истории гуситского движения. Время их написания точно не известно, но в них описываются события, произошедшие в Чехии в 1414 — начале 1422 года. Возможно, некоторые части хроники, особенно сбивчивые и пафосные, написаны непосредственно вслед за событиями. Но скорее всего, автор работал над ней до конца своей жизни: во всех сохранившихся рукописных списках повествование обрывается на середине фразы. Не исключено, что Лаврентий намеревался описать всю историю гуситских войн, но успел описать только восемь победных лет.
Во введении автор рассказывает о вопросе причащения (ставшем формальной причиной к восстанию гуситов) и о героической борьбе магистра Яна Гуса на Констанцском соборе.
Начиная с событий 1419 года повествование делается шире и подробней. Особое внимание сосредоточено на Таборе: в «Гуситскую хронику» вставлено самостоятельное повествование о возникновении и развитии Табора, о хилиазме (Учение о пришествии Христа и о тысячелетнем его царстве, которое наступит после победы гусизма) и хилиастической общности потребительских имуществ (сведения о хозяйственной стороне коммуны больше практически ни в каких источниках не встречаются, что делает книгу Лаврентия уникальной). Хроника повествует о поражении таборитской бедноты во главе с Яном Желивским, о дальнейших победах Жижки, приветствуются успехи Праги.
Кончается книга описанием славной битвы у Кутной Горы и бегства из Чехии «рыжей бестии» — короля Сигизмунда (сам Лаврентий в жизни долго стоял за посылку посольств из Праги к Сигизмунду и лишь после того, как переговоры сорвались, стал сторонником вооруженного сопротивления).
В целом Лаврентий выступает в хронике с центристских позиций: «Король Сигизмунд, явный гонитель истины, с одной стороны, и еще с большей жестокостью табориты — с другой, сея повсюду пожары, превратили благородную и плодородную богемскую, землю почти в пустыню, бесчеловечно сжигая не только костелы и монастыри, но и людей светских и духовных».
Латинский оригинал «Гуситской хроники» не сохранился. До нас дошли лишь её рукописные копии XV—XVI веков. Старейший список, датируемый 1467 годом, хранится в библиотеке Вроцлава, остальные, более поздние — в книжных собраниях Праги, Любковиц, Вольфенбюттеля, Вены, Кодани и Дечина. Подробный разбор рукописей содержится во введении Я. Голла к изданию хроники Лаврентия в «Pramenech dejin ceskych» («Fontes rerum Bohemica-rum»), t. V, Praha, 1893, str. XXV—XXIX, XXXI-XXXIII (сокращенно: FRB. V)).
«Гуситская хроника» была издана несколько раз в чешском переводе; лучшим является сделанный Франтишком Гержманским (Прага, 1954). В этом издании дана большая библиография о «Гуситской хронике».

## Другие произведения
Лаврентий был плодовитым поэтом и одним из ведущих представителей старочешской литературы. Для короля Вацлава IV он написал сонник, «Книгу толкования снов», и обработал на основе различных источников «Хронику мира» (на латинском). Перевел с средневерхненемецкого на чешский популярные сказки о путешествиях Яна Мандевиля. В 1420 написал на чешском несколько оригинальных сатирических стихов — «Упрек чешской короны», «Жалоба чешской короны» и «Спор Праги с Кутной Горой», сохранившихся в т. н. Будишинской рукописи (Лаврентий ненавидит Сигизмунда, католиков и крестоносцев, призывает изгнать из страны надменных и злобных немцев («неиспорченных» немцев призывает «любить как братьев») и верит в победу гуситов. Хвалебным латинским стихотворением «Песнь о победе у Домажлиц» отметил Лаврентий победу гуситов над крестоносцами в 1431. Лаврентий также писал разные мелкие тексты и работы теологического-характера (Commentum reverendi Magistri Laurencii de Brzezowa super VIII psalmos penitentiales и др.).